# Susana Mataix
Susana Mataix Hidalgo (Pontevedra 19 de enero de 1950) es una escritora y matemática española, especializada en la Ciencia y las Matemáticas, y la relación con la literatura y el arte. Vivió el mundo de la ciencia desde su infancia a través de su padre el científico Mariano Mataix Lorda.

## Biografía
Mataix nació en Pontevedra dado el destino profesional de su padre. Se trasladó a Barcelona para estudiar Ciencias Exactas  en la Universidad de Barcelona en el año 1972,  en cuyo centro se licenció. Posteriormente se trasladó a vivir a Madrid,   donde realizó un Master en Administración de Empresas por el Instituto de Empresa de Madrid en el año 1985. En esta ciudad vivió hasta el año 2014 que se trasladó a Alicante junto a su marido el político y también científico Eugenio Triana.
Ha trabajado en empresas del sector energético y de las telecomunicaciones en Francia, Estados Unidos y España.
Fue directora de la Exposición “Procesos: Cultura y Nuevas Tecnologías” que inauguró la primera etapa del Centro de Arte Reina Sofía de Madrid en el año 1986, dicha exposición internacional albergó obras de artistas trabajando con tecnología, desde los pioneros la artista Sonia Sheridan, el cineasta pionero José Val del Omar, el videoarte, la electrografía, música electrónica, dibujo asistido por ordenador etc.
Pertenece al comité técnico de la Fundación García Cabrerizo que otorga premios  a investigadores españoles. Forma parte de la junta directiva de la asociación sociocultural internacional dedicada a la ciencia y el arte denominada ArSciencia. Esta asociación fue fundada en el año 2013 en Santiago de Compostela, España.

## Publicaciones
Varios de sus libros forman parte del programa de enseñanza de las matemáticas en diversos centros, por su carácter divulgativo a mitad de camino entre la ficción y la ciencia.
Pioneras de la física, la ingeniería y la innovación Jornadas: La mujer en la ingeniería, 2011: 9-14. ISBN: 978-84-9749-472-4
“Duo Matemático” es una obra compartida con su padre el científico Mariano Mataix Lorda   ISBN 84-267-1005-0
"Matemática es nombre de mujer” se publicó el año 1999. Este libro ahonda en las dificultades y testimonios que mujeres científicas tuvieron al desarrollar sus carreras de investigación. Cuenta en el libro una historia novelada de las matemáticas a través de las confesiones de ocho mujeres que destacaron en esta disciplina.  Desde Hypatia, una profesora griega, a la alemana Emmy Noether, editorial Rubes ISBN 84-497-001 4-0
“Lee a Julio Verne: El amor en tiempos de criptografía” editorial Rubes ISBN:9788449700156.